# Dana Rosemary Scallon
Dana Rosemary Scallon (Londres, 30 d'agost de 1951) més coneguda com a Dana, és una cantant catòlica i política irlandesa.

## Biografia
Dana va estudiar música al Thornhill College, a Irlanda del Nord. Va guanyar el Festival de la Cançó d'Eurovisió del 1970, per Irlanda amb la cançó «All Kinds Of Everything», que es va ser un gran èxit al seu país i al Regne Unit on va ser número 1. Després d'aquest èxit li van seguir altres importants cançons com «It's gonna be a cold Christmas» que va ser número 4 a les llistes angleses i Fairytale, que va ser un gran èxit a nivell mundial fins i tot a Llatinoamèrica, on va arribar al nombre unisc a Mèxic el 1977. Prompte va començar a orientar la seua música cap a les lletres d'inspiració catòlica. El 1982 va escriure una cançó en homenatge a Joan Pau II titulat «Totus Tuus». Li van seguir nombrosos discos de música cristiana que la van dur a actuar en importants festivals d'aquest gènere. El 1997 es presenta a les eleccions per a la presidència d'Irlanda com independent i hi va quedar tercera. El 1999 va aconseguir un escó en representació de l'Ulster a les eleccions al Parlament Europeu. En posteriors eleccions va perdre vots, probablement a causa de les seues posicions en contra de l'avortament.
El 2002 Joseph Ratzinger li va atorgar la distinció de Sant Benet per les suposades contribucions en defensa de la família. El 2007 va rebre el títol Honoris causa de l'institut d'ensenyament segundari catolic Stonehill College de Massachusetts als Estats Units.

## Discografia
- 1970 All Kinds of Everything
- 1974 The World of Dana
- 1975 Have a Nice Day
- 1976 Love Songs and Fairytales
- 1979 The Girl is Back
- 1980 Everything is Beautiful
- 1981 Totally Yours
- 1982 Magic
- 1983 Let There Be Love
- 1984 Please Tell Him That I Said Hello
- 1985 If I Give My Heart to You
- 1987 In the Palm Of His Hand
- 1987 No Greater Love
- 1989 The Gift of Love
- 1990 All Kinds of Everything (recopilatorio)
- 1991 Dana's Ireland
- 1991 The Rosary
- 1992 Lady of Knock
- 1993 Hail Holy Queen
- 1993 Say Yes!
- 1995 The Healing Rosary
- 1996 Dana The Collection
- 1997 Humble Myself
- 1997 Forever Christmas
- 1997 Heavenly Portrait
- 1998 The Best of Dana
- 1998 Stations of The Cross
- 2004 Perfect Gift
- 2005 In Memory of Me
- 2006 Totus Tuus
- 2007 Good Morning Jesus!

| Precedit per: Salomé Frida Boccara Lenny Kuhr Lulu | Guanyadors del Festival de la Cançó d'Eurovisió 1970 | Succeït per: Séverine |